# Vaiz
Vaiz je islamski vjerski propovjednik, poznavatelj vjerske literature i savjetnik. Spada u stalež ulema, vjerskih učenjaka, odnosno u vjersku duhovnu inteligenciju. U osmanskoj državi predstavnici te inteligencije bili su osobe vrlo istaknute uloge u društvu.